# Globalni navigacijski satelitski sustavi
Globalni navigacijski satelitski sustavi (GNSS), standardni generički termin za satelitske navigacijske sustave (Sat Nav) koji pružaju autonomno geoprostorno pozicioniranje s globalnom pokrivenošću. GNSS omogućuje malim elektroničkim prijamnicima determinaciju njihove lokacije (longitude, latitude i altitude) s odmakom od samo nekoliko metara koristeći vremenske signale koje duž linije vida transmitira radio sa satelitâ. Prijamnici računaju precizno vrijeme i poziciju koji se mogu koristiti u znanstvenim eksperimentima.
Jedini potpuno operativni GNSS do 2009. godine bio je američki NAVSTAR Global Positioning System (GPS, hrv. Globalni pozicijski sustav). Ruski GLONASS jest GNSS u procesu pripreme za punu operativnost. Pozicijski sustav Galileo Europske unije nalazi se u inicijalnoj fazi implementacije s planiranom operativnošću do 2014. godine. Narodna Republika Kina naznačila je kako će proširiti svoj regionalni navigacijski sustav Beidou u globalni navigacijski sustav Compass do 2015. godine.
Globalna pokrivenost postignuta je konstelacijom od oko 30 satelita u srednjoj Zemljinoj orbiti (MEO, engl. Medium Earth Orbit) u različitim orbitalnim ravninama. Aktualni sustavi koriste orbitalne inklinacije od >50° te orbitalne periode od 11 sati 58 minuta (visina 20.200 km / 12.500 milja).

## Klasifikacija GNSS-a
GNSS koji pruža praćenje s naprednom točnošću i integritetom korisnim za civilnu navigaciju klasificirani su na sljedeći način:
- GNSS-1 jest sustav prve generacije i kombinacija postojećih satelitskih navigacijskih sustava (GPS-a i GLONASS-a) sa SBAS-om (engl. Satellite Based Augmentation Systems, Satelitski bazirani augmentacijski sustavi) ili GBAS-om (engl. Ground Based Augmentation Systems, Zemaljski bazirani augmentacijski sustavi). U SAD-u je satelitska bazirana komponenta WAAS (engl. Wide Area Augmentation System, Širokopodručni augmentacijski sustav), u Europi to je EGNOS (engl. European Geostationary Navigation Overlay Service, Europska geostacionarna navigacijska prekrivajuća služba), a u Japanu to je MSAS (engl. Multi-Functional Satellite Augmentation System, Multifunkcionalni satelitski augmentacijski sustav). Zemaljsku baziranu augmentaciju pružaju sustavi poput LAAS-a (engl. Local Area Augmentation System, Lokalnopodručni augmentacijski sustav).
- GNSS-2 jesu sustavi druge generacije koji neovisno pružaju podršku potpunim civilnim satelitskim navigacijskim sustavima, primjerice europskom pozicijskom sustavu Galileo. Ovi sustavi pružit će praćenje s točnošću i integritetom potrebnim za civilnu navigaciju. Ovaj se sustav sastoji od frekvencija L1 i L2 za civilnu uporabu i L5 za integritet sustava. Trenutačno se odvija razvitak kako bi GPS pružio frekvencije L2 i L5 za civilnu uporabu, te tako postao sustav GNSS-2.
- Jezgrini satelitski navigacijski sustavi, trenutačno GPS, Galileo i GLONASS.
- Globalni satelitski bazirani augmentacijski sustavi (SBAS) jesu Omnistar i StarFire.
- Regionalni SBAS-ovi uključuju WAAS (SAD), EGNOS (EU), MSAS (Japan) i GAGAN (Indija).
- Regionalni satelitski navigacijski sustavi jesu QZSS (Japan), IRNSS (Indija) i Beidou (Kina).
- Kontinentalni zemaljski bazirani augmentacijski sustavi (GBAS), primjerice australski GRAS i *nacionalni DGPS (engl. Differential GPS, Diferencijalni GPS) američkog Ministarstva prometa.
- Regionalni GBAS, primjer je mreža CORS.
- Lokalni GBAS tipificiran jednom GPS referentnom stanicom koja upravlja RTK (engl. Real Time Kinematic, Realnovremenska kinematika) korekcijama.

## Povijest i teorija
Rani prethodnici bili su zemaljski bazirani sustavi DECCA, LORAN i Omega koji su koristili terestričke dugovalne radiotransmitore umjesto satelita. Ovi pozicijski sustavi emitiraju radijski puls s poznate "gospodarske" lokacije nakon čega uslijede ponovljeni pulsevi s brojnih "ropskih" stanica. Kašnjenje između primanja i slanja signala na robovima pažljivo se nadzire što omogućuje prijamnicima usporedbu kašnjenja između primanja i kašnjenja između slanja. Iz ovoga se može determinirati udaljenost do svakog roba čime se dobiva fiks.
Prvi satelitski navigacijski sustav bio je Transit, sustav koji je razvila američka vojska u 1960-ima. Djelovanje Transita bazirano je na Dopplerovu efektu: sateliti su putovali na poznatim putanjama te su emitirali signale na poznatim frekvencijama. Primljena frekvencija malo će se razlikovati od emitirane frekvencije zbog kretanja satelita u odnosu na prijamnik. Praćenjem ove frekvencijske razlike u kratkom vremenskom intervalu, prijamnik može determinirati svoju lokaciju u odnosu na jednu ili drugu stranu satelita, pa nekoliko takvih mjerenja kombiniranih s preciznim poznavanjem orbite satelita može fiksirati pojedinu poziciju.
Dio informacija koje satelit u orbiti emitira uključuje njegove precizne orbitalne podatke. Kako bi osigurali točnost, US Naval Observatory (USNO) kontinuirano promatra precizne orbite ovih satelita. Kako orbita satelita s vremenom pokazuje devijacije, USNO šalje ažurirane informacije svakom satelitu. Naknadna emitiranja s ažuriranog satelita sadržavat će najrecentnije pouzdane informacije o svojoj orbiti.
Moderni sustavi izravniji su od prethodnih. Satelit emitira signal koji sadrži orbitalne podatke (iz koji se može izračunati pozicija satelita) te precizno vrijeme transmisije signala. Orbitalni podaci transmitiraju se u podatkovnoj poruci koja je superimponirana na kôd koji služi kao vremenska referencija. Satelit rabi atomski sat radi održavanja sinkronizacije svih satelita u konstelaciji. Prijamnik uspoređuje vrijeme emitiranja enkodirano u transmisiji s vremenom recepcije mjerenim unutarnjim satom, te stoga mjeri vrijeme putovanja do satelita. Nekoliko takvih mjerenja može se učiniti istodobno s različitim satelitima čime je omogućeno da se kontinuirani fiks generira u realnom vremenu.
Svakim mjerenjem udaljenosti, bez obzira na korišteni sustav, prijamnik se smješta na sfernu opnu na određenoj udaljenosti izmjerenoj s emitera. Uzimanjem nekoliko takvih mjerenja, te traženjem točke gdje se ona susreću, generira se fiks. No u slučaju prijamnika koji se brzo kreću, pozicija signala se pomiče zajedno sa signalom primljenim s nekoliko satelita. Štoviše, radijski signali malo usporavaju prilikom prolaska kroz ionosferu, a to usporavanje varira s kutom prijamnika prema satelitu, jer time se mijenja udaljenost kroz ionosferu. Osnovni izračun stoga pokušava odrediti najkraću izravnu liniju tangencijalnu na četiri spljoštene sferične opne centrirane u četirima satelitima. Satelitski navigacijski prijamnici reduciraju pogreške korištenjem kombinacija signala iz više satelita i više korelatora da bi zatim koristili tehnike poput Kalmanove filtracije radi kombiniranja šumnih, parcijalnih i kontinuirano mijenjanih podataka u jedinstvenu procjenu za poziciju, vrijeme i brzinu.

## Civilna i vojna uporaba
Originalna motivacija za satelitsku navigaciju bila je primjena u vojne svrhe. Satelitska navigacija omogućila je dosad nemoguću preciznost u isporuci oružja na ciljeve, uvelike povećavši njihovu letalnost i istovremeno reduciravši nenamjerne žrtve zbog pogrešno navođenog oružja. (Vidi pametna bomba). Satelitska navigacija također omogućuje usmjeravanje snaga i njihovo lociranje mnogo jednostavnije, smanjujući ratnu maglu.
Na te se načine satelitska navigacija može smatrati multiplikatorom sile. Posebice se to odnosi na činjenicu da mogućnost reduciranja nenamjernih žrtava ima posebne prednosti u ratovima gdje odnosi s javnošću čine važan aspekt ratovanja. Zbog tih je razloga satelitski navigacijski sustav esencijalno sredstvo svake aspiracijske vojne sile.
GNSS ima širok raspon uporabe te se koristi za sljedeće djelatnosti:
- Navigacija, s rasponom od osobnih priručnih uređaja za planinarenje do uređaja prikladnih za automobile, kamione, brodove i zrakoplove
- Vremenski transfer i sinkronizacija
- Usluge bazirane na lokaciji kao što je napredni 911
- Geodezija
- Unos podataka u geografski informacijski sustav
- Traganje i spašavanje
- Geofizičke znanosti
- Uređaji za lociranje korišteni u upravljanju divljim svijetom
- Lociranje pokretnina, primjerice u upravljanju voznim parkom
- Naplata cestarine
- Mediji bazirani na lokaciji

Valja primijetiti kako je sposobnost dostave satelitskih navigacijskih signala također sposobnost uskraćivanja njihove dostupnosti. Operator satelitskog navigacijskog sustava ima potencijalnu sposobnost degradiranja ili eliminiranja satelitskih navigacijskih usluga nad nekim teritorijem koji poželi.

## Globalni navigacijski sustavi

### Operativni

#### GPS
Američki Global Positioning System (GPS) od 2007. godine jedini je potpuno funkcionalni i potpuno dostupni globalni navigacijski satelitski sustav. Sastoji se od 32 satelita u srednjoj Zemljinoj orbiti postavljenih u šest različitih orbitalnih ravnina, a točan broj satelita varira kako se stariji sateliti umirovljuju i zamjenjuju. Operativan od 1978. godine, globalno dostupan od 1994. godine, GPS je trenutačno najkorišteniji satelitski navigacijski sustav na svijetu.

### U razvoju

#### GLONASS
Bivša sovjetska, a sada ruska GLObalnaja NAvigacionaja Sputnikovaja Sistema (GLObalni NAvigacijski Satelitski Sustav) ili GLONASS bila je potpuno funkcionalna navigacijska konstelacija ali je nakon pada Sovjetskog Saveza prekinuto održavanje što je dovelo do rupa u pokrivenosti te samo parcijalnoj dostupnosti. Ruska Federacija obvezala se obnoviti sustav na punu globalnu dostupnost do 2010. godine uz pomoć Indije koja sudjeluje u ponovnoj uspostavi ovog sustava.

#### Galileo
Europska unija i Europska svemirska agencija dogovorile su se u ožujku 2002. da će uvesti vlastitu alternativu GPS-u koja će se zvati pozicijski sustav Galileo. Uz troškove od oko 2,4 milijarde britanskih funti pokretanje sustava planirano je za 2012. godinu. Prvi eksperimentalni satelit lansiran je 28. prosinca 2005. godine. Očekuje se da će Galileo biti kompatibilan s moderniziranim GPS-om. Prijamnici će moći kombinirati signale dobivene s Galileovih i GPS-ovih satelita radi znatnog povećanja točnosti.

#### Compass
Kina je naznačila da namjerava proširiti svoj regionalni navigacijski sustav nazvan Beidou ili Veliki krčag u globalni navigacijski sustav. Kineska službena novinska agencija Xinhua nazivala je ovaj program Compass. Predloženo je da sustav Compass koristi 30 satelita u srednjoj Zemljinoj orbiti te pet geostacionarnih satelita. Objavivši kako je voljna surađivati s ostalim zemljama u stvaranju Compassa, nejasno je kako ovaj predloženi program utječe na kineski angažman u internacionalnom pozicijskom sustavu Galileo.

### Usporedba različitih GNSS-a
| Sustav  | Zemlja | Kodiranje | Orbitalna visina i period | Broj satelita | Status                                     |
| ------- | ------ | --------- | ------------------------- | ------------- | ------------------------------------------ |
| GPS     | SAD    | CDMA      | 20.200 km, 12,0h          | ≥ 24          | operativan                                 |
| GLONASS | Rusija | FDMA      | 19.100 km, 11,3h          | 20            | operativan uz restrikcije, CDMA u pripremi |
| Galileo | Europa | CDMA      | 23.222 km, 14,1h          | ≥ 27          | u pripremi                                 |
| Compass | Kina   | CDMA      | 21.150 km, 12,6h          | 35            | u pripremi                                 |

## Regionalni navigacijski sustavi

### Beidou 1
Kineska regionalna mreža koja se planira proširiti u globalni navigacijski sustav COMPASS.

### DORIS
Doppler Orbitography and Radio-positioning Integrated by Satellite (DORIS, hrv. Dopplerova orbitografija i radiopozicioniranje integrirano satelitom) naziv je za francuski precizni navigacijski sustav.

### IRNSS
Indian Regional Navigational Satellite System (IRNSS, hrv. Indijski regionalni navigacijski satelitski sustav) jest autonomni regionalni satelitski navigacijski sustav koji je razvila Indijska svemirska istraživačka organizacija inače pod totalnim nadzorom indijske vlade. Vlada je odobrila projekt u svibnju 2006. s namjerom da sustav bude dovršen i implementiran do 2012. godine. Sastojat će se od konstelacije sa 7 navigacijskih satelita. Svih 7 satelita bit će postavljeno u geostacionarnu orbitu (GEO) kako bi signal imao jači trag, a manji broj satelita bio dovoljan za kartirati regiju. Namjera je da može pružiti točnost apsolutne pozicije na manje od 20 metara širom Indije te unutar regije prostirući se približno 2.000 km oko nje. U izjavi je navedeno kako je cilj potpuna indijska kontrola, pa će se svemirski segment, zemaljski segment i korisnički prijamnici svi izraditi u Indiji.

### QZSS
Quasi-Zenith Satellite System (QZSS, hrv. Kvazizenitni satelitski sustav), predloženi je trisatelitski regionalni vremenski transferni sustav te poboljšanje za GPS koji pokriva Japan. Prvi demonstracijski satelit planira se lansirati 2009. godine.

## Augmentacija GNSS-a
Augmentacija GNSS-a uključuje uporabu vanjskih informacija često integrirane u proces izračuna radi poboljšanja točnosti, dostupnosti ili pouzdanosti satelitskog navigacijskog signala. Postoje mnogi takvi sustavi koji se općenito nazivaju i opisuju na temelju načina kako senzor GNSS-a prima informacije. Neki sustavi transmitiraju dodatne informacije o izvorima pogrešaka (kao što su satni pomak, efemerida ili ionosferna zadrška), drugi pak pružaju izravna mjerenja koliko dugo je signal bio nedostupan u prošlosti, dok treća grupa pruža dodatne navigacijske informacije ili informacije o vozilu koje se mogu integrirati u proces izračuna.
Primjeri augmentacijskih sustava uključuju Wide Area Augmentation System, European Geostationary Navigation Overlay Service, Multi-functional Satellite Augmentation System, Differential GPS i inercijske navigacijske sustave.

## Satelitske telefonske mreže u niskoj Zemljinoj orbiti
Dvije trenutačne satelitske telefonske mreže u niskoj Zemljinoj orbiti sposobne su pratiti primopredajne jedinice s točnošću od nekoliko kilometara koristeći izračune Dopplerova pomaka sa satelita. Koordinate se zatim šalju natrag do primopredajne jedinice gdje se mogu pročitati uporabom AT naredbi ili grafičkog korisničkog sučelja. Ovo se također može koristiti kod pristupnika radi provedbe restrikcija na geografski zatvorenim pozivnim ravninama.

## Više informacija
- Differential GPS
- Global Positioning System
- Galileo (satelitski navigacijski sustav)
- GLONASS
- GPS-Aided Geo-Augmented Navigation
- Wide Area Augmentation System
- European Geostationary Navigation Overlay Service
- Reflektometrija GNSS-a
- Space-Integrated GPS/INS
- Receiver Autonomous Integrity Monitoring
- Geoinformatika
- Popis novih tehnologija

## Vanjske poveznice

### Informacije o pojedinim GNSS-ima
- ESA-ine informacije o EGNOS-u
- Informacije o sustavu Beidou
- Centar za prometne tehnologije Federalne administracije za plovne putove u Njemačkoj Informacije o GPS-u / DGPS-u

### Organizacije povezane s GNSS-om
- United Nations International Committee on Global Navigation Satellite Systems (ICG)
- Korean GNSS Technology Council (GTC)[neaktivna poveznica]
- Institute of Navigation (ION) GNSS Meetings
- The International GNSS Service (IGS), formerly the International GPS Service
- International Global Navigation Satellite Systems Society Inc (IGNSS)
- International Earth Rotation and Reference Systems Service (IERS) International GNSS Service (IGS)
- UNAVCO GNSS Modernization
- Asia-Pacific Economic Cooperation (APEC) GNSS Implementation Team
- Fédération Aéronautique Internationale (FAI) GNSS Flight Recorder Approval Committee (GFAC)  Arhivirana inačica izvorne stranice od 27. rujna 2011. (Wayback Machine)

### Proizvođači satelitske navigacije
- Leica Geosystems
- Sapper Oy
- Trimble
- Garmin
- TomTom